# 32623 Samuelkahn
32623 Samuelkahn este o planetă minoră (asteroid) din centura de asteroizi. A fost descoperită pe 7 septembrie 2001 la Experimental Test Site⁠(d) de Lincoln Near-Earth Asteroid Research. 
Obiectul prezintă o orbită caracterizată de o semiaxă mare de 2,5560326 UAi, o excentricitate de 0,1, o înclinație de 1,36227 ° în raport cu ecliptica.